# وفاء ادریس
وفاء ادریس (عربی: وفاء إدريس؛ زاده: ۱۱ فوریه ۱۹۷۳ – درگذشته: ۲۸ ژانویه ۲۰۰۲) چریک فلسطینی، در سال ۱۹۴۸ دست به عملیات انفجاری در اسرائیل زد، وی در این عملیات تعدادی از اسرائیلی‌ها را کشته و زخمی کرد. وی اولین زن انتحاری در خیزش الاقصی بود که در سپتامبر ۲۰۰۰ شعله‌ور شده بود.

## فعالیت‌ها
خانواده‌اش از شهر الرمله آواره شدند و در اردوگاه الامعری در نزدیکی رام‌الله ساکن شدند. وی در شرایط سختی زندگی کرد و تنها دختر مادرش بود که کارگر هلال احمر در اردوگاه الامعری بود.

## درگذشت
وفاء ادریس در ۲۸ ژانویه ۲۰۰۲ در قدس عملیات انتحاری انجام داد. در این عملیات یک اسرائیلی کشته و ۹۰ نفر دیگر زخمی شدند. گردانهای شهدا، که به جنبش فتح وابسته بود این عملیات را بر عهده گرفت.